# Trastorno de la Inhibición Conductual
"Trastorno de la Inhibición Conductual" es un término acuñado por Russell A. Barkley como alternativa al término "Trastorno por Déficit de Atención con Hiperactividad", dentro de su modelo explicativo del TDAH, que se centra en la función ejecutiva denominada inhibición de la respuesta. Este modelo se ajusta mejor a la sintomatología de los subtipos de TDAH predominantemente hiperactivo y combinado.

## Desarrollo del constructo
En 1997, Barkley publicó el libro ADHD and the Nature of Self Control (TDAH y la naturaleza del autocontrol), en el que, después de 25 años dedicado al estudio del TDAH, reorganiza los datos que posee sobre este trastorno. Es sabido que los síntomas del TDAH se pueden agrupar en torno a tres categorías (hiperactividad, impulsividad y déficit de atención). Pues bien, en este libro, Barkley se centra en las dos primeras. Considera que centrar la naturaleza del trastorno en la atención es engañoso, y decide centrarse en el estudio de las alteraciones de las funciones ejecutivas y su relación con el TDAH.
Entre las funciones ejecutivas, destaca el papel de la que se denomina inhibición de respuesta, y estudia las consecuencias que conlleva su deterioro en otras cuatro FE que dependen de ella para funcionar adecuadamente. A continuación, se relacionan dichas FE con los síntomas de deterioro asociados al TDAH: 
1. Memoria de trabajo no verbal: dificultades en la representación y manipulación de la información, déficits en la anticipación de acciones futuras y problemas en el manejo del tiempo.
2. Memoria de trabajo verbal o internalización del habla: capacidad de reflexión interferida, dificultades con las normas o conductas regladas, dificultades en la solución de problemas, déficits de comprensión lectora y retraso en el razonamiento moral.
3. Autorregulación del sentimiento/motivación/activación: expresión afectiva desproporcionada ante estímulos del medio, dificultades para percibir la perspectiva social en los sucesos y déficits en la autorregulación de la motivación.
4. Reconstitución: dificultades en los procesos de análisis y síntesis de la conducta, retraso en la capacidad para imitar/simular conductas, menor diversidad de estrategias conductuales para alcanzar metas y dificultad para crear y aplicar reglas.
Por tanto, el modelo de los déficits en la inhibición conductual es un modelo teórico que trata de explicar la sintomatología que presentan las personas con TDAH. Se enmarca dentro de los llamados modelos cognitivos, y propone la dificultad para inhibir o retrasar una respuesta como el déficit central del trastorno.

## Papel de la atención
Como hemos visto, parece que este modelo deja de lado la atención como problema central en el TDAH. En cualquier caso, Barkley diferencia entre dos tipos de atención: la que es controlada externamente por refuerzos inmediatos y la que es impulsada "desde dentro", que requiere inhibición de secuencias cognitivas o comportamentales en curso y está relacionada con la consecución de metas a largo plazo. De este modo, la atención también está presente en el modelo, pero a través de otros constructos explicativos. Barkley llega a la conclusión de que las personas con TDA+H muestran dificultades en el segundo tipo, tanto si las presentan en el primero como si no.
Frente a las limitaciones que pueda presentar el modelo de Barkley, han surgido otras propuestas explicativas que se centran más en la atención, y por lo tanto, se ajustan mejor a la descripción del TDAH subtipo Desatento. Una de ellas es el modelo de Brown, en el que el TDAH se considera un trastorno del desarrollo que radica en una falta de coordinación conjunta de las FE (más que poner el acento en una de ellas, como hace Barkley).